# Seminoles de Florida State
Les Seminoles de Florida State (en anglais : Florida State Seminoles) sont un club omnisports universitaire de l'Université d'État de Floride à Tallahassee. Les équipes des Seminoles participent aux compétitions universitaires organisées par la National Collegiate Athletic Association. Florida State fait partie de la Atlantic Coast Conference.
La plus fameuse équipe des Seminoles est celle de football américain créée en 1947. L'équipe évolue au Bobby Bowden Field at Doak Campbell Stadium, enceinte de 82 300 places inaugurée le 7 octobre 1950. Charlie Ward (1993), Chris Weinke (2000) et Jameis Winston (2013) furent honorés par un trophée Heisman.
En 2000 et en 2014, les Seminoles furent champions nationaux.

## Origine du nom de l'équipe
Le surnom de « Séminoles » est utilisé en accord avec la tribu du même nom. Aujourd'hui encore, un Séminole donne le coup d'envoi symbolique de chaque rencontre à domicile.

## Football américain
Les Seminoles de Florida State ont remporté trois titres nationaux et disputé trois saisons parfaites (invaincus). Ils ont remporté 19 titres de conférence (dont 16 en ACC) et six titres de la division Atlantic de l'ACC.
Ils ont produit trois vainqueurs du Trophée Heisman (Charlie Ward en 1993, Chris Weinke en 2000 et Jameis Winston en 2013).
Huit de ses joueurs et deux de ses entraîneurs ont été intronisés au College Football Hall of Fame. Plus de 250 joueurs sont devenus professionnels dans la NFL et cinq d'entre eux ont été intronisés au Pro Football Hall of Fame.
Florida State a remporté 29 des 49 bowls auxquels le programme a participé.

### Palmarès

#### Champions nationaux(3)
- Titres nationaux : 1993, 1999, 2013 (BCS National Championship Game 2014

#### Champions de conférence(19)
- ACC (16) : 1992, 1993, 1994, 1995, 1996, 1997, 1998, 1999, 2000, 2002, 2003, 2005, 2012, 2013, 2014 et 2023
- Dixie (3) : 1948, 1949, 1950

#### Champions de division(6)
Atlantic (ACC) : 2005, 2008, 2010, 2012, 2013 et 2014

#### Bowls(29/49)
- All-American Bowl (1) : 1986
- Capital One/Tangerine Bowl (2) : 1977, 1984
- Champs Sports/Cheez-It Bowl (4) : 1990, 2008, 2011, 2022
- Cigar Bowl (1) : 1949
- Chik-fil-A /Peach Bowl (1) : 1983, 2010
- Cotton Bowl (1) : 1991
- Emerald Bowl (1) : 2006
- Fiesta Bowl (2) : 1987, 1989
- Gator Bowl (6) : 1964, 1982, 1985, 2001, 2004, 2009
- Independance Bowl (1) : 2017
- Orange Bowl (5) : 1992, 1993, 1995, 2012, 2016[1]
- Sugar Bowl (4) : 1988, 1994, 1997, 1999

## Soccer féminin
Les Seminoles ne disposent pas de programme masculine de football (soccer) mais le programme féminin créé en 1995 est un des meilleures du pays (2 titres nationaux).

### Palmarès

#### Championnats nationaux(2)
- 2014, 2018

## Rivalités
- Gators de la Floride
- Hurricanes de Miami
- Cavaliers de la Virginie
- Tigers de Clemson